# Faber Caribbean Series
Faber Caribbean Series was een boekenreeks uitgegeven door Faber & Faber met als doel 'het beste werk te publiceren dat in het Caribisch gebied en de Caribische diaspora wordt geproduceerd, in de vier belangrijkste talen van de regio: Engels, Frans, Spaans en Nederlands." 
De serie, gelanceerd in 1998, werd uitgegeven door de Kittitisch-Britse schrijver Caryl Phillips en was bedoeld om het Engelstalige publiek vertrouwd te maken met schrijvers als Antonio Benitez-Rojo, Maryse Condé en Pedro Juan Gutiérrez.

## Titels
- Robert Antoni (Trinidad): Blessed is the Fruit (1997)
- Plinio Apuleyo Mendoza (Colombia): The Fragrance of Guava: Conversations with Gabriel Garcia Marquez (1983)
- Frank Martinus Arion (Curaçao): Double Play (1998) (Nederlandse titel: Dubbelspel)
- Antonio Benitez-Rojo (Cuba): A View from the Mangrove
- Antonio Benitez-Rojo (Cuba): Sea of Lentils
- Maryse Condé (Guadeloupe): I, Tituba Black Witch of Salem (2000)
- Maryse Condé (Guadeloupe): Windward Heights (Franse titel: La migration des coeurs)
- Raphael Confiant (Martinique): Eau de Cafe (1999)
- Pedro Juan Gutiérrez (Cuba): The Dirty Havana Trilogy
- Wilson Harris (Guyana): Palace of the Peacock
- Tip Marugg (Curaçao): The Roar of Morning (2015) (Nederlandse titel: De morgen loeit weer aan)

## Andere Caribische schrijversseries
- Heinemann Caribbean Writers (Engelstalig, 36 titels)[3]
- Greenwood Publishing Group Caribbean Writers Series (Engelstalig)[4]
- Hodder Education Caribbean Writers Serie (Engelstalig)
- Longman Caribbean Writers (Engelstalig, 26 titels)[5]